# Fatmire Alushi
Pour les articles homonymes, voir Alushi.
Fatmire Alushi, dite Lira Alushi, née Fatmire Bajramaj, est une footballeuse allemande née le 1er avril 1988 au Kosovo. Elle évoluait au poste d'ailier au 1. FFC Francfort et en équipe d'Allemagne. Pour la saison 2014-2015, elle rejoint le Paris-Saint-Germain dans le championnat de France.

## Biographie
Fatmire Alushi naît au Kosovo. En raison de la vie quelque peu dangereuse dans ce pays, ses parents décident de déménager avec elle et ses deux frères en Allemagne alors qu'elle a quatre ans.
Elle fait ses débuts en équipe nationale le 20 octobre 2005 face à l'équipe d'Écosse. Avec sa sélection nationale elle remporte la Coupe du monde féminine 2007, ce qui suscite l'intérêt de grands clubs européens dont l'Olympique lyonnais de Jean-Michel Aulas.
Fatmire Alushi possède 63 sélections (13 buts) en équipe d'Allemagne (au 28 juillet 2013).
Le 10 juin 2014, elle s'engage en faveur avec le club du Paris Saint-Germain. Enceinte, elle ne participe pas à la Coupe du monde de football féminin, en 2015.
Elle est mariée à Enis Alushi, footballeur allemand et international kosovar.

## Palmarès

### En club
- Vainqueur de la Coupe de l'UEFA en 2009 avec Duisbourg
- Vainqueur de la Coupe d'Allemagne en 2009 avec Duisbourg
- Vainqueur de la Ligue des champions en 2010 avec le Turbine Potsdam
- Finaliste de la Ligue des champions
  - 2011 avec le Turbine Potsdam
  - 2012 avec le 1. FFC Francfort
  - 2015 avec le Paris Saint Germain
- Vainqueur du Championnat d'Allemagne en 2010 et 2011 avec le Turbine Potsdam

### Ensélection nationale
- Vainqueur du Championnat d'Europe en 2009 et 2013
- Vainqueur de la Coupe du monde en 2007
- Médaille de bronze aux Jeux olympiques de 2008
- Vainqueur du Championnat d'Europe -19 ans en 2006

## Distinctions personnelles
- Silbernes Lorbeerblatt (2007)
- Weltmeisterin 2007
- Europameisterin 2009
- DFB-Pokalsiegerin 2009
- UeFa-Womens-Cupsiegerin 2009
- Deutsche Meisterin 2010
- Champions-League-Siegerin 2010
- Meilleure joueuse de la FIFA : Troisième (2010)
- Deutsche Meisterin 2011
- DFB-Vizepokalspiegerin 2011